# Пашино (Аркадакский район)
Пашино — деревня в Аркадакском районе Саратовской области России. Входит в состав Краснознаменского сельского поселения. 

## География
Высота над уровнем моря 206 м.

## Уличная сеть
В деревне пять улиц: ул. Зеленая, ул. Луговая, ул. Новая, ул. Овражная, ул. Школьная.

## Население
| 2010 |
| ---- |
| 49   |

## История
- Основано в 1830 г.
- Согласно «Списку населенных мест Российской империи по сведениям 1859 года» Саратовская губерния, Балашовский уезд, стан 1: деревня Пашина владельческая, при реке Костиндей, число дворов -25, жителей мужского пола - 85, женского пола -89.
- В 30-е годы XX века был создан колхоз им. Димитрова.
- В 1957 году образовался совхоз "Кистендейский", где деревня Пашино стала шестым отделением.
- В 1959 году деревню отнесли к Кистендейскому сельскому совету, в Пашино проживало на тот момент 239 человек.
- В 1968 году образовался совхоз "Дальний", Пашино становится вторым отделением совхоза.